# Renaud Roussel
Pour les articles homonymes, voir Roussel.
Renaud Roussel est un acteur et mannequin français né le 11 mars 1973.

## Biographie
À 20 ans, Renaud Roussel entre au cours St Roch de 1992 à 1995 sous la direction d'Olivier Leymarie. Il suit peu après une formation au Théâtre des Variétés de 1995 à 1998 sous la direction de Richard Cross, puis, quelques années plus tard, une formation au Laboratoire de L'Acteur sous la direction d'Hélène Zidi de 2006 à 2008.
Il a été connu du public par son rôle de Daniel dans les derniers épisodes de Premiers Baisers et dans tous les épisodes de Les Années fac, deux sitcoms de TF1. 
En parallèle de sa carrière de comédien, il est aussi mannequin pour des publicités (Auchan, Intermarché, Conforama, Renault, Vet'affaires). Il pose également régulièrement pour le site de ventes privées "Brandalley". 
En 2012 on a pu voir Renaud Roussel dans Hollywood Girls : Une nouvelle vie en Californie sur NRJ 12 ou encore dansSous le soleil de Saint-Tropez. En 2013, il apparaît dans une publicité de Monalbumphoto.fr et y interprète Antoine. En 2014, il apparaît dans la saison 8 de la série Les Mystères de l'amour sur TMC.
Après avoir participé à un prime time de Plus belle la vie en 2011 dans lequel il interprète le rôle d'un braqueur professionnel, Renaud Roussel réintègre le casting fin 2015 pour interpréter le rôle récurrent d'Arnaud Mougin, le mari du personnage interprété par Vanessa Valence.
À partir de septembre 2017, il joue dans la pièce de théâtre La fève du samedi soir d'Éric Delcourt, aux côtés de Capucine Anav et Patrick Veisselier.
Il est également connu pour le rôle de Sacha Girard dans Demain nous appartient

## Filmographie sélective

### Télévision
- 1994-1995 : Premiers Baisers : Daniel
- 1995-1997 : Les Années fac : Daniel
- 2006 : SOS 18 de Dominique Baron : Vincent
- 2008 : Flics de Nicolas Cuche : Pascal Etcheverry
- 2009 : Claire Brunetti de Didier Delaitre : Vincent Brunetti
- 2009 : R.I.S Police scientifique de François Guérin : Sébastien Daumont
- 2010 : Chante ! (Série télévisée)
- 2010 : Sur le fil de Frédéric Berthe : Capitaine Duplan
- 2011 : Le juge est une femme de René Manzor :  Adrien Garnier
- 2011 : Plus belle la vie de Roger Wielgus : Sylvain Sinclair
- 2012 : Section de recherches - La rançon du succès (saison 6 épisode 6 réalisé par Éric Le Roux) : Alexandre Mauriac
- 2012 - 2014 : Hollywood Girls : Une nouvelle vie en Californie de La grosse équipe : Tony Angeli
- 2013 : Sous le soleil de Saint-Tropez :  Victor
- 2013 : Camping Paradis - saison 5 épisode 2 Camping Circus : Marc
- 2014 : Les Mystères de l'amour (Saison 8) : Daniel
- 2015 :  Commissaire Magellan - épisode Grand large réalisé par François Guérin : Loïc Kermadec
- 2015-2016 ; 2019 : Plus belle la vie (Saisons 12 et 16) : Arnaud Mougin
- 2016 : Clem (saison 7) : Alex Giroin
- 2018 : Camping Paradis - saison 10 épisode 2 Un ange gardien au camping : Stéphane
- 2020 : H24 : Dr Esteban Murillo
- 2020-2022 et 2024 : Demain nous appartient : Sacha Girard (saisons 4 à 6 et 8)

### Cinéma
- 1998 : Le mystère Joséphine de Christian Lara : Capitaine Rougier
- 1998 : Sucre amer de Christian Lara : Capitaine Rougier
- 2009 : R.T.T. de Frédéric Berthe : le coursier en VTT
- 2019 : Joyeuse retraite ! de Fabrice Bracq : l'acquéreur

### Clips
- 2003 : Celle que je suis de Diadems
- 2018 : Égoïste de Sheryfa Luna

## Théâtre
- 2017 : La fève du samedi soir d'Éric Delcourt et Patrick Veisselier